# Elléon de Castellane-Mazaugues
Elléon de Castellane-Mazaugues (né à Mazaugues le 11 juin 1746, mort à Udine le 29 mai 1806) est un ecclésiastique qui fut le dernier évêque de Toulon de 1786 à 1790.

## Biographie
Elléon de Castellane, issu de l'illustre famille provençale de Castellane, nait dans le château de Mazaugues. Il est le fils de Jean-Baptiste de Castellane, co-seigneur de Mazaugues et de Marguerite de L'Estang-Parade.
Vicaire général de l'évêque de Soissons, il est pourvu en commende de l'abbaye Notre-Dame de Bonneval en 1786. La même année, il est désigné comme évêque de Toulon, confirmé le 24 juillet et consacré à Soissons en août par l'évêque local Henri-Joseph-Claude de Bourdeilles. Pendant la Révolution française, il refuse de prêter le serment institué par la Constitution civile du clergé et doit quitter son diocèse qui est supprimé. Il tente d'y revenir en 1793 lors du siège de Toulon sous la protection des Anglais et des Espagnols, mais il doit se retirer en Italie, d'abord à Ferrare. Après la signature du Concordat de 1801, il refuse de se démettre et meurt dans le Frioul à Udine en mai 1806 alors qu'il soignait des blessés.